# Anouar Kali
Anouar Kali (arabsky أنور كالي‎; * 3. června 1991, Utrecht) je nizozemsko-marocký fotbalový záložník, který hraje v současnosti v katarském klubu Al-Arabi SC.

## Klubová kariéra
V profesionální kopané debutoval v dresu nizozemského klubu FC Utrecht. V sezóně 2013/14 hrál v jiném nizozemském mužstvu Roda JC Kerkrade, poté se vrátil do FC Utrecht. V únoru 2015 odešel do katarského klubu Al-Arabi SC.
V říjnu 2015 byl na testech ve slovenském klubu ŠK Slovan Bratislava.

## Reprezentační kariéra
Hrál za marocké mládežnické výběry.